# Artefact (arheologie)

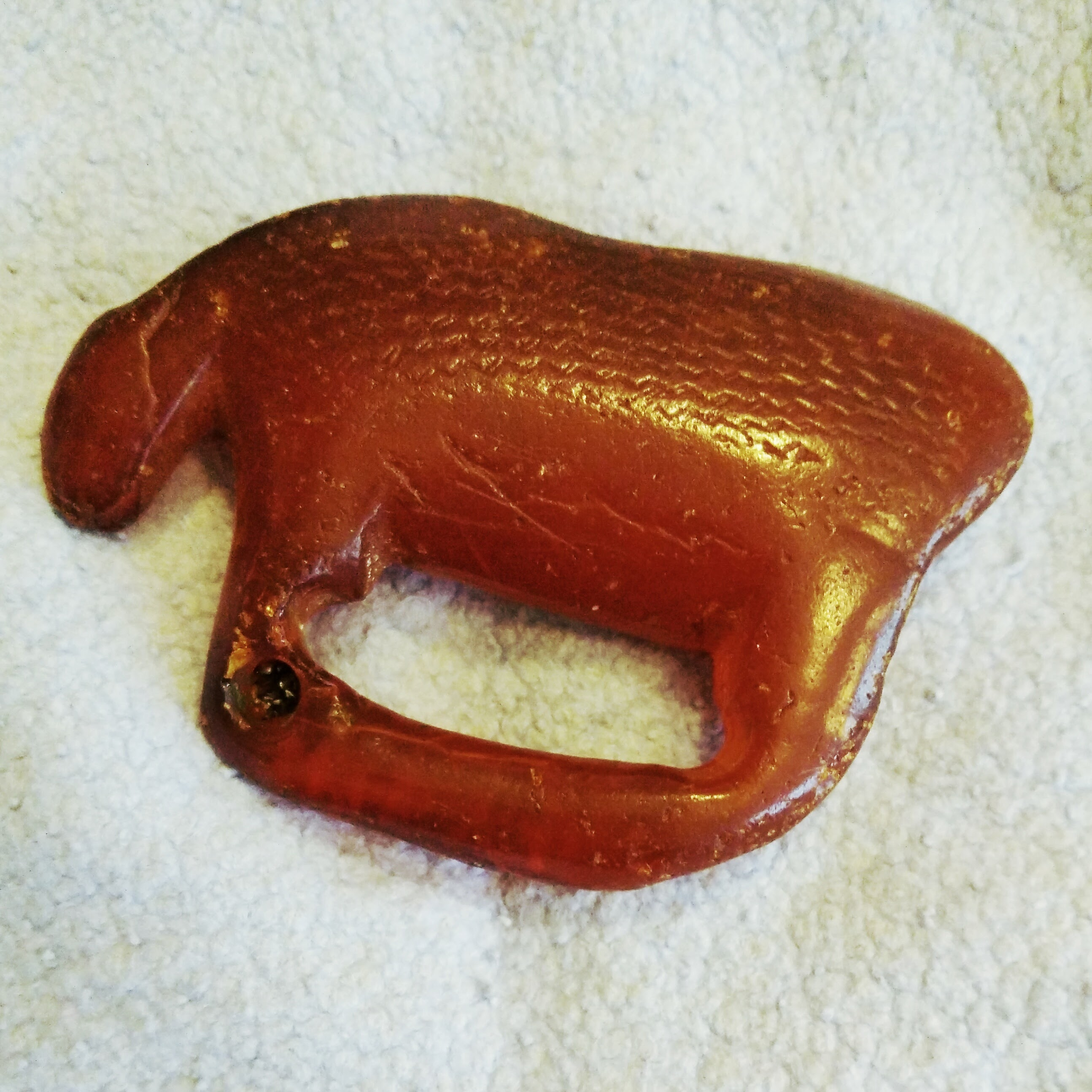
Un elan din ambră / chihlimbar descoperit în iulie 2015 pe o plajă din Danemarca.

Un artefact arheologic este un element sau un obiect creat de o ființă umană și descoperit în urma unor săpături arheologice. Acesta face parte, împreună cu ecofactele, din mobilierul arheologic. Din punct de vedere etnografic și arheologic, un artefact ancestral poate fi definit ca orice element sau obiect din materie primă naturală (silex, obsidian, lemn, os, cupru nativ etc.) fabricat de persoane care urmează un mod de viață alimentar (de exemplu, vânătoare, culegere) și/sau agricultură de bază sau pășunat (de exemplu, horticultură, transhumanță).
Primele artefacte preistorice sunt pietre cioplite, apoi oase gravate și ceramică. Mai târziu apar obiectele din metal. În general, obiectele din materiale organice nu se conservă în contextul arheologic (cu excepția cazurilor speciale, foarte uscate sau anaerobe).

## Etimologie
Cuvântul românesc artefact este un împrumut din franceză artéfact, uneori fără accent ascuțit pe «e», artefact și din engleză artefact. În franceză a fost împrumutat din engleza britanică: artefact, acesta având o formă mult mai frecventă, mai ales în engleza americană, artifact. Cuvântul este de origine latină: sintagma latină artis factum este compusă din substantivul „ars, artis, artem” (în română artă) și din participiul trecut al verbului „faciō, facere, fēcī, factum” (în română, „a face”).

## Artefacte funerare
Încă din Antichitate, producția umană s-a diversificat și au apărut obiecte unice, opere ale unor artiști anonimi. Descoperirea lor în timpul săpăturilor aduce de fiecare dată noi informații despre civilizațiile antice. Obiceiul de a îngropa morții însoțiți de un mobilier funerar important este una dintre cele mai importante surse de descoperire a obiectelor antice. Astfel, civilizația etruscă ne este cunoscută practic doar prin vestigiile sale funerare (arhitectura și frescele mormintelor, mobilierul, basoreliefurile istorice și capacele figurative ale sarcofagelor).